# Bill Nelson
Pour les articles homonymes, voir Nelson.
Clarence William Nelson, dit Bill Nelson, né le 29 septembre 1942 à Miami (Floride), est un astronaute et homme politique américain, membre du Parti démocrate et sénateur de Floride au Congrès des États-Unis de 2001 à 2019. Il est le deuxième parlementaire américain à voyager dans l'espace, à bord de la navette spatiale Columbia, en tant que spécialiste de charge utile. Lors des élections sénatoriales de 2018, il est vaincu par le gouverneur sortant et candidat du Parti républicain, Rick Scott.
Bill Nelson est nommé le 19 mars 2021 administrateur de la NASA par le président Joe Biden. Il prend ses fonctions le 3 mai 2021 après sa confirmation par le Sénat et les occupe jusqu'au 20 janvier 2025.

## Biographie

### Jeunesse et débuts professionnels
La famille de Bill Nelson vit dans la Panhandle de Floride à partir du début du XIXe siècle. Ses grands-parents déménagement dans le centre de l'État et Nelson grandit dans le comté de Brevard.
Diplômé de Yale en 1965, il obtient son Juris Doctor à l'université de Virginie en 1968. Il devient alors avocat à Melbourne, sur la côte Atlantique. Parallèlement à ses études, il est officier de réserve United States Army (en service actif de 1968 à 1970).

### Débuts en politique
Après avoir été l'assistant du gouverneur Reubin Askew, Bill Nelson est élu à la Chambre des représentants de Floride en 1972 dans le 47e district de l'État. Il est réélu en 1974 et 1976.
En 1978, Nelson entre à la Chambre des représentants des États-Unis en rassemblant plus de 60 % des voix face à l'ancien sénateur Edward Gurney,. Il y représente la région d'Orlando et la Space Coast. De 1980 à 1988, il est réélu tous les deux ans avec toujours plus de 60 % des suffrages.
En 1990, il se présente à la primaire démocrate pour le poste de gouverneur de Floride mais est battu par Lawton Chiles, qui réunit environ 70 % des voix contre 30 % pour Nelson,. Imprudemment, Nelson avait mené campagne en pointant l'âge et la santé de Chiles, dans un État au fort électorat de retraités et de personnes âgées.
En 1994, Nelson est élu trésorier, commissaire aux Assurances et capitaine des Pompiers de la Floride (Florida treasurer, insurance commissioner and fire marshal), avec 52 % des voix face au républicain Tim Ireland. Il est réélu en 1998 avec 56 % des suffrages, à nouveau face à Ireland. À ce poste, il acquiert une réputation de défenseur des consommateurs face aux compagnies d'assurance.

### Sénateur de Floride

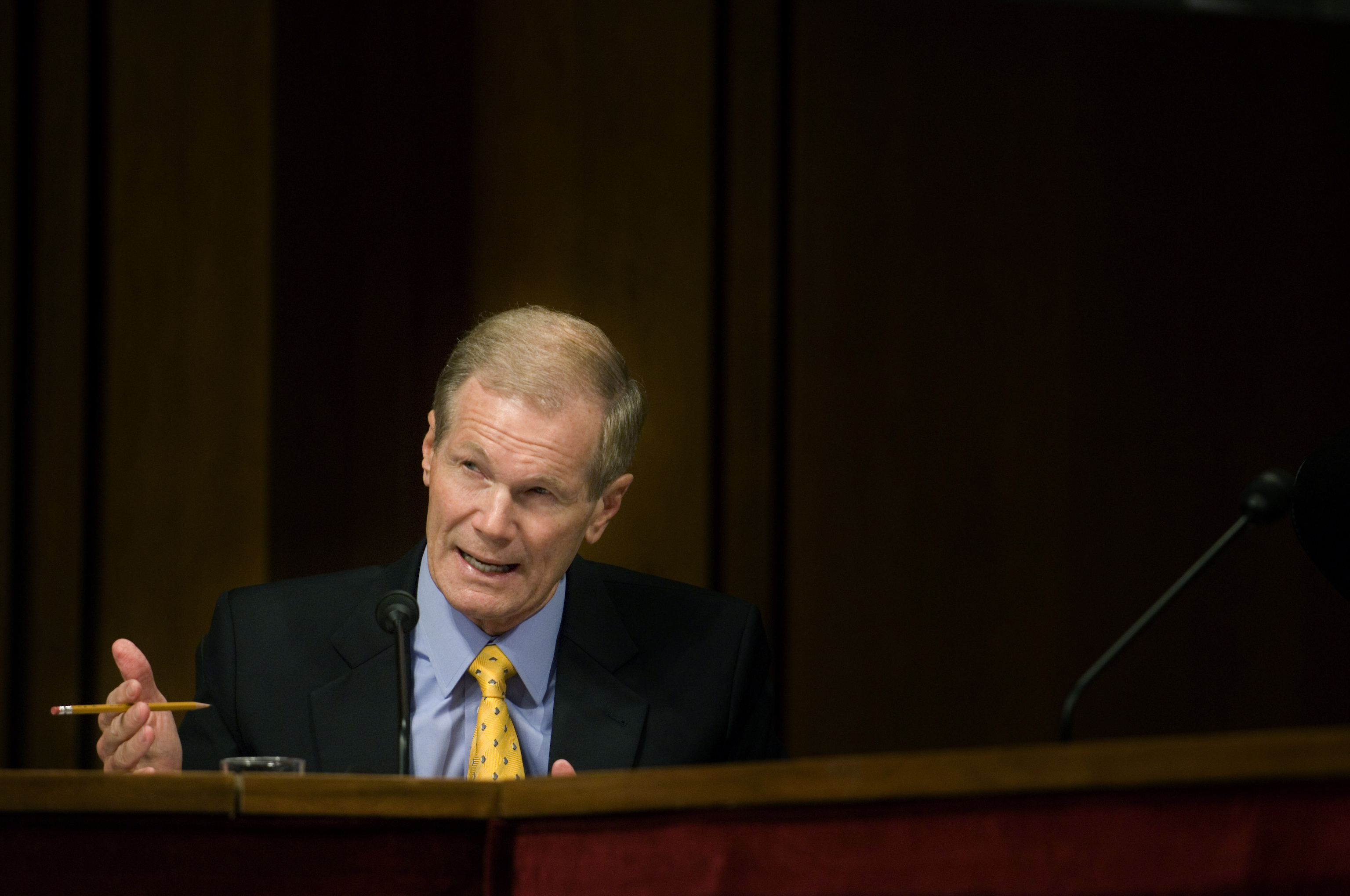
Bill Nelson, lors d'une audition sénatoriale en 2007.

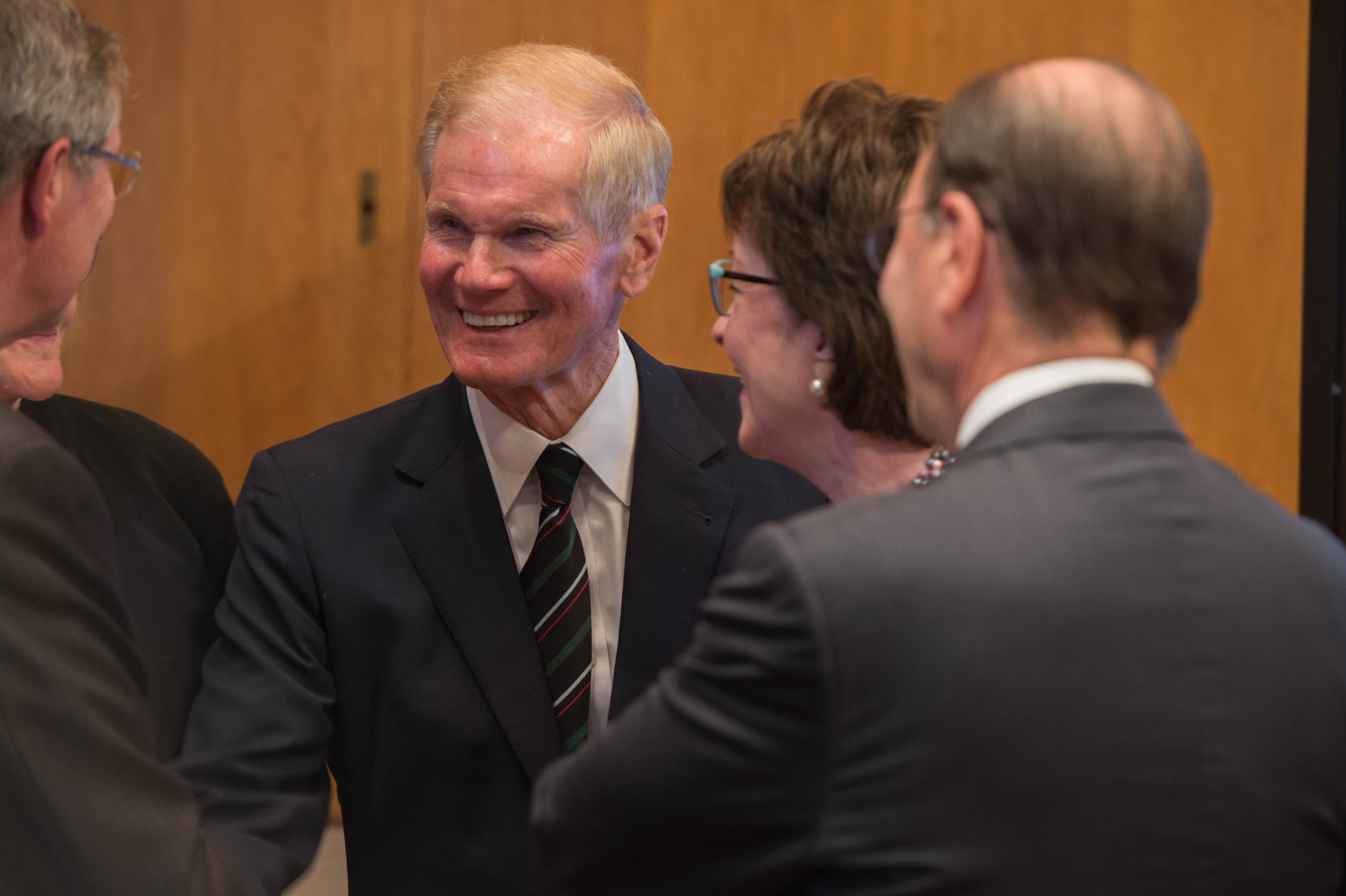
Bill Nelson au Sénat en 2016.

En 2000, Bill Nelson se présente au Sénat des États-Unis pour succéder au républicain conservateur Connie Mack III. Dans une campagne négative, il affronte le représentant Bill McCollum (en). Nelson présente McCollum comme un extrémiste proche des lobbys tandis que le républicain le qualifie de « libéral » et de commissaire aux assurances « raté ». Nelson fait basculer le siège dans le camp démocrate avec 51 % des voix contre 46,2 % pour McCollum.
Nelson est candidat à sa réélection en novembre 2006. D'abord considéré comme une cible des républicains, sa réélection est presque assurée après la victoire de Katherine Harris aux primaires républicaines. En effet, Harris est une personnalité clivante et mène une très mauvaise campagne : elle a des difficultés à lever des fonds, voit plusieurs de ses collaborateurs démissionner et multiplie les gaffes. Également impliquée dans un possible scandale de corruption avec l'homme d'affaires Mitchell Wade, la républicaine ne reçoit que peu de soutien de l'establishment du parti,,. De son côté, Nelson n'a pas d'opposant dans la primaire démocrate et est considéré comme un démocrate modéré, ayant plus souvent voté avec George W. Bush que tous les autres démocrates de Floride. Il est largement réélu avec 60,3 % des voix contre 38,1 % pour Harris.
Lors des élections de 2012, Bill Nelson remporte aisément les primaires démocrates avec près de 80 % des voix face à Glenn Burkett, un homme d'affaires peu connu. Lors de l'élection générale, il affronte Connie Mack IV, le fils de son prédécesseur. La campagne de Nelson attaque Mack pour son absentéisme au Congrès, ses démêles avec la police dans sa jeunesse et son travail pour Hooters,. Mack tente de lier le démocrate à Barack Obama, également candidat à sa réélection, mais Nelson met en avant son travail bipartisan. Le sénateur domine l'ensemble des sondages. Il est facilement réélu, rassemblant 55,2 % des suffrages contre 42,2 % pour Mack,. Il réalise un meilleur score qu'Obama, recevant le soutien d'indépendants et modérés ayant voté pour Mitt Romney. Il est alors le seul élu démocrate à l'échelle de l'État.
Nelson se présente à un quatrième mandat en 2018. Sa réélection semble plus difficile que les fois précédentes : Donald Trump a remporté la Floride en 2016 et le gouverneur Rick Scott est considéré comme un bien meilleur candidat que les précédents adversaires de Nelson. En effet, selon The New York Times, « son principal talent politique a été d'attirer des opposants terriblement imparfaits ». Alors que les sondages le donnent grand favori du scrutin, les résultats préliminaires publiés au soir du 6 novembre donnent l'avantage à Rick Scott, qui recueillerait un peu plus de 50 % des suffrages exprimés. Bill Nelson demande donc au lendemain du jour final du scrutin un recomptage des votes afin de départager officiellement les deux candidats. Cependant, le 18 novembre, Rick Scott est officiellement proclamé vainqueur du scrutin.

### Administrateur de la NASA
Le 28 mai 2019, Bill Nelson est nommé pour siéger au conseil consultatif de la NASA, qui donne des conseils sur toutes les grandes questions de programme et de politique dont l'agence est saisie. Il est nommé par l'administrateur de la NASA Jim Bridenstine, qui déclare que « Nelson est un véritable champion des vols spatiaux habités et [qu']il ajoutera une valeur considérable lorsque nous irons sur la Lune et sur Mars ».
Durant les primaires présidentielles démocrates de 2020, Bill Nelson soutient l'ancien vice-président Joe Biden. En février 2021, après l'entrée en fonction de Joe Biden à la présidence des États-Unis, la presse révèle que le président envisage de désigner Nelson administrateur de la NASA. Sa nomination, annoncée par la Maison Blanche le 19 mars 2021, est unanimement approuvée par le Sénat le 29 avril et il prend ses fonctions le 3 mai. Comme le veut la procédure, il quitte son poste le jour de la nomination de Donald Trump président des états-unis.

## Positions politiques
Nelson s'est fait le pourfendeur des forages pétroliers au large des côtes de Floride.
Historiquement, Bill Nelson est considéré comme un centriste sur les questions institutionnelles. En 2017 cependant, il rejoint la majorité des démocrates pour empêcher un vote (filibuster) sur la nomination de Neil Gorsuch à la Cour suprême. Les analystes politiques estiment alors que le sénateur tente de se protéger sur sa gauche en vue des primaires de 2018.
Il est le congressiste démocrate à avoir reçu le plus de dons de la part de lobbyistes de l'Arabie saoudite pour le financement de ses campagnes électorales.

## Vol spatial
Du 12 au 18 janvier 1986, il est le deuxième parlementaire, après Jake Garn, à voyager dans l'espace à bord de la navette spatiale Columbia sur le vol STS-61-C, en tant que spécialiste de charge utile.